# Церелий Приск
Церелий Приск (на латински: Caerellius Marcianus Priscus) e римски военен деец и администратор от 2 век. Произхожда от знатния род Церелии.
Той е претор при Марк Аврелий и Луций Вер. Управител е на провинция Тракия (legatus Augusti pro praetore Thraciae) по времето на август Марк Аврелий около 164 – 165 г. Между 161 и 169 г. е легат/префект на провинция Горна Мизия. Ръководи легион в провинция Реция, а между 172 и 175 г. ръководи провинция Горна Германия. От около 178 г. е управител на Британия.
Вероятно негова съпруга е Модестиана, а дъщеря му е Германила. За него има надпис на олтар в Майнц:
| „ | THRAC MOES SVP RAET GERM SVP ET BRITT ET MODESTIANA EIVS ET CAERELLII MARCIANVS ET GERMANILLA FILII | “ |